# Novorum Vegetabilium Descriptiones

Novorum Vegetabilium Descriptiones (abreviado Nov. Veg. Descr.) es un libro con descripciones botánicas, escrito conjuntamente por Pablo de La Llave & Juan José Martínez de Lexarza y publicado en dos partes en los años 1824-1825.